# Germandat d'Àlaba
La Germandat d'Àlaba va ser la primera institució que va posar les bases del conjunt territorial que forma l'actual lurralde d'Àlaba (País Basc). Va ser fundada en 1463. La germandat pertanyia a la Corona de Castella.
La Germanor d'Àlaba es va fundar el 4 d'octubre de 1463 a Erriberabeitia. En ella van quedar integrades les viles de Vitòria, Miranda de Ebro, Salvatierra, Pancorbo i Sajazarra; 26 germandats locals i 2 juntes, la de San Millán i Arana.